# Sonic Blast
Sonic Blast, in Japan als G Sonic bekannt, ist ein 2D-Jump-’n’-Run-Videospiel, das von Aspect Co. Ltd entwickelt und von Sega für den Sega Game Gear am 15. November 1996 in Europa erstveröffentlicht wurde.
Es stellt das fünfte und letzte 8-Bit-Jump 'n' Run für den Sega Game Gear und wurde einzig für den brasilianischen Markt Ende 1997 für das Sega Master System veröffentlicht. Die beiden spielbaren Charaktere in diesem Spiel sind Sonic the Hedgehog und Knuckles the Echidna.
Es ist der Nachfolger von Sonic the Hedgehog Triple Trouble (1994) und der Vorgänger von Sonic the Hedgehog Pocket Adventure (1999).

## Handlung
Sonic macht ein Nickerchen auf South Island, als er plötzlich von einem klirrenden Geräusch geweckt wird. Er sieht einen Chaos Emerald in fünf bunte Splitter wegfliegen und Dr. Robotnik, der die Flucht ergreift. Sonic beginnt, die Splitter zu suchen, ebenso wie Knuckles, der anscheinend eine Laserattacke von Dr. Robotnik auf Sonic abwehrte, indem er einen Chaos Emerald dazwischenwarf. So suchen sowohl Sonic, Dr. Robotnik, als auch Knuckles die fünf Splitter dieses Chaos Emeralds. Wenn Sonic oder Knuckles mit den fünf Splittern das Spiel beenden, fügen sie ihn wieder zu einem Chaos Emerald zusammen.

## Gameplay
In Sonic Blast übernimmt der Spieler die Kontrolle über den blauen Igel Sonic oder Knuckles in einem sidescrollenden 2D-Jump-'n'-Run. Neben dem Steuerkreuz zur Bewegung ist nur ein Aktionsknopf zum Springen nötig. In springender oder rollender Form, Spin Attack genannt, können Sonic und Knuckles Gegner besiegen oder Itemboxen in Form von Monitoren öffnen. Wenn man mit dem Steuerkreuz nach unten Sonic oder Knuckles ducken lässt und dann die Sprungtaste betätigt und loslässt, kann die Spielfigur mit dem Spin Dash aus dem Stand schnell mit der Spin Attack nach vorne preschen. In diesem Spiel kann Sonic einen Double Jump ausführen, wenn man nach einem Sprung in der Luft erneut die Sprungtaste betätigt. Auf diese Weise kann Knuckles in der Luft nach vorne gleiten. Bei Berührung können die goldenen Ringe eingesammelt werden; Nimmt die Spielfigur Schaden, verliert sie unüblicherweise nicht alle, sondern maximal zehn Ringe. Nimmt die Spielfigur Schaden, ohne Ringe zu besitzen, fällt in einen tödlichen Abgrund, wird zerquetscht oder ertrinkt, verliert sie ein Extraleben, von denen man zu Spielbeginn drei besitzt. Sammelt man 100 Ringe, erhält man ein weiteres Extraleben. In den Monitoren kann ein Extraleben, zehn Ringe, ein Schutzschild, vorübergehende erhöhte Geschwindigkeit, vorübergehende Unverwundbarkeit, ein Checkpoint oder im Falle eines Dr. Robotnik-Monitors Schadenzufuhr enthalten sein. In diesem Spiel kann auch das Ziel 10 Ringe, 30 Ringe, ein Extraleben oder ein Continue enthalten. Die meisten Gegner können mit der Spin Attack besiegt werden, was die gefangenen Tiere befreit.
Das Spiel besteht aus fünf Zonen (Green Hill Zone, Yellow Desert Zone, Red Volcano Zone, Blue Marine Zone und Silver Castle Zone) mit je drei sogenannten „Acts“, die als Level definiert werden können. Jede Zone hat dabei ihre eigene Thematik, Aussehen und Gegner-Vielfalt. Am Ende des jeweils dritten Acts wartet zudem ein Kampf gegen Dr. Robotnik. In den jeweils zweiten Acts einer Zone kann ein großer Ring gefunden werden, der zu einer Special Stage führt, die einen der fünf Chaos Emerald-Splitter beinhaltet.

### Level
| Nr. | Zone               | Acts | Bosskämpfe           | Gegner                   |
| --- | ------------------ | ---- | -------------------- | ------------------------ |
| 1   | Green Hill Zone    | 3    | Egg Boomerang        | Buzzer, Masher, Ai-ai    |
| 2   | Yellow Desert Zone | 3    | Egg Mech             | Batbot, Halogen          |
| 3   | Red Volcano Zone   | 3    | Egg Spring           | Gola, Rexon              |
| 4   | Blue Marine Zone   | 3    | Egg Harpoon          | Crabmeat, Aquis, Octopus |
| 5   | Silver Castle Zone | 3    | Egg Cannons, Egg Saw | Egg Saucer, Pogo-pon     |

## Entwicklung
Sonic Blast für den Sega Game Gear wurde geschaffen, um einen Gegenpart zum neuen Sonic 3D: Flickies’ Island für Sega Mega Drive und Sega Saturn zu bilden. Daher wurden auch hier Charaktermodelle vorgerendert, was aufgrund der limitierten Technik schwer umzusetzen war. Obwohl es sich um ein kleines Entwicklerteam handelte, wurde das Spiel vergleichsweise sehr schnell fertiggestellt. Es ist das letzte Sonic-Spiel für den Sega Game Gear und der drittletzte Sega Game Gear-Titel überhaupt. Der Port auf das Sega Master System für den brasilianischen Markt Ende 1997 wurde mit technischen Mängeln, da wenig angepasst, umgesetzt. Dafür zählt Sonic Blast als das letzte, offizielle Spiel für das Sega Master System.

## Neuveröffentlichungen
Nach der Erstveröffentlichung von Sonic Blast für den Sega Game Gear und das Sega Master System war die Game-Gear-Version auch auf Sonic Adventure DX: Director’s Cut (2003, Nintendo GameCube, PC), Sonic Mega Collection Plus (2004, PlayStation 2, Xbox, PC), Sonic PC Collection (2009, PC) und Sonic Origins Plus (2023) enthalten. Zudem ist das Spiel für die Virtual Console des Nintendo 3DS (2013) erneut erschienen.

## Rezeption
Sonic Blast erhielt vorwiegend negative Wertungen. Vor allem der Grafikstil mit vorgerenderten Charaktermodellen schadete dem Gameplay sehr, dadurch entstand ein nochmals kleinerer Bildschirmausschnitt, trägeres Gameplay und deutlichere Probleme mit der Framerate. Grafik, Sound und Innovation waren allesamt rückläufig. Die Level an sich waren ungleichmäßig, mäßig designed, wirkten leer und waren meist extrem kurz, wie auch das gesamte Spiel. Den Tiefpunkt stellt die frustrierende, nochmals trägere und undurchsichtige Blue Marine Zone dar, die als einziges eine deutlich längere Spieldauer aufweist. Allgemein wird Sonic Blast als das schlechteste 2D-Jump-'n'-Run von Sonic angesehen und zählt zu den schlechtesten Sonic-Spielen überhaupt. Teils wurde angenommen, bewusst einen mäßigen 2D-Ableger erschaffen zu haben, um im Kontrast den vermeintlich größeren Spielspaß am parallel veröffentlichten Sonic 3D: Flickies’ Island zu unterstreichen.
Nintendo World Report bewertete Sonic Blast mit 4 von insgesamt 10 möglichen Punkten und kritisierte die kurze Spielzeit, Grafik und Sound, die sehr langsam vonstatten gehenden Unterwasserlevel sowie den im Vergleich zu den Vorgängern deutlich kleineren Bildschirmausschnitt.

„Neben der für seine Zeit fortschrittlichen Grafik hat der Titel aber herzlich wenig zu bieten. Die Steuerung ist träge, das Leveldesign mäßig und die Spielgeschwindigkeit niedriger als bei anderen Sonic-Spielen aus der 8-Bit-Ära. Sonic-Fans haben hier sicher ihren Spaß, auch wenn es bessere Ableger der Serie gibt!“